# Athlon 64 FX

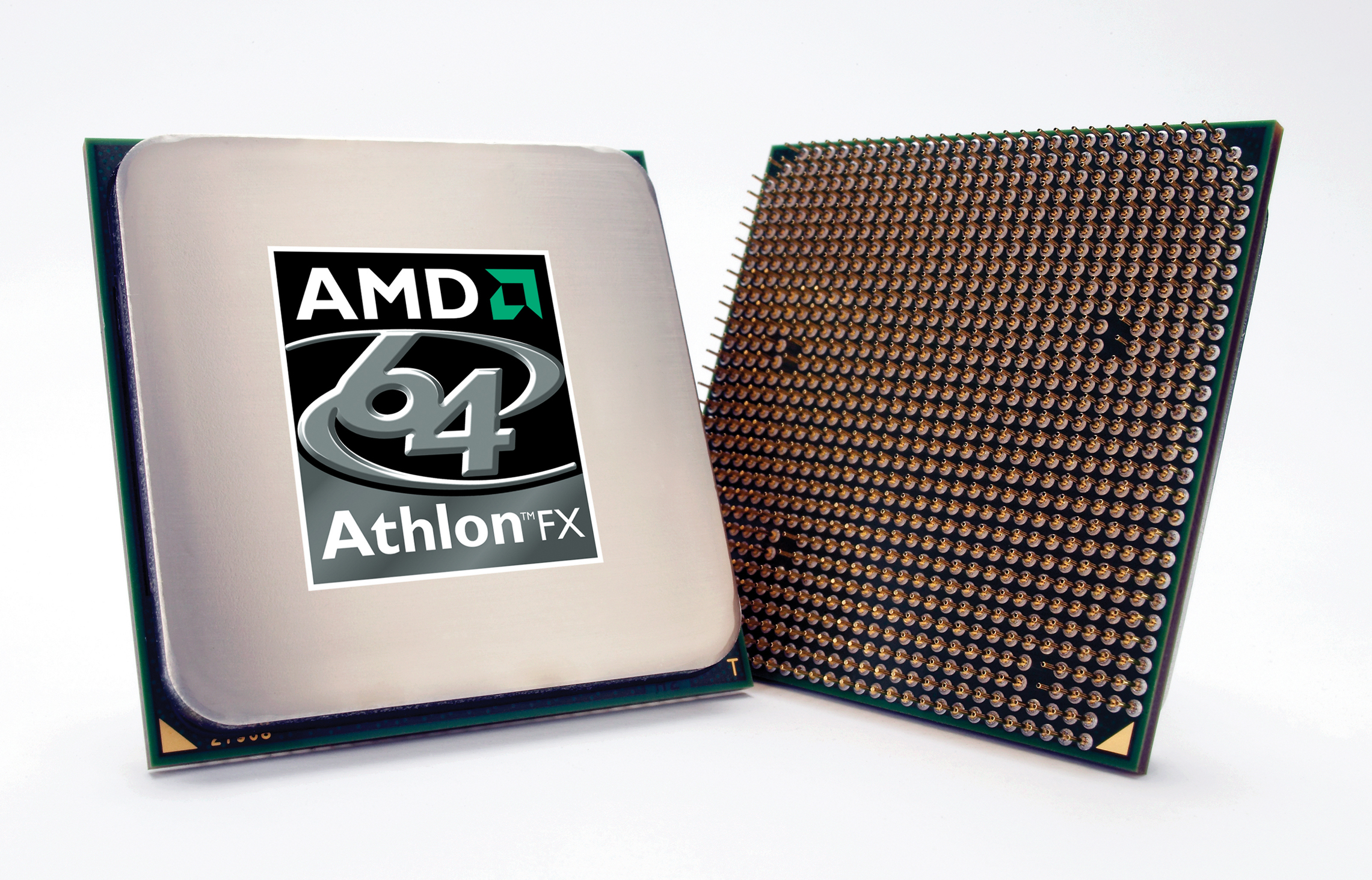
AMD Athlon 64FX

L'Athlon 64 FX est un processeur AMD de la série des K8 destiné aux utilisateurs exigeants. L'Athlon FX représente le haut de gamme des Athlon 64. Il s'agit des exemplaires les mieux gravés en usine, supportant les plus hautes fréquences. Le coefficient multiplicateur du processeur est laissé complètement débloqué (que ce soit vers le haut ou vers le bas), permettant aux utilisateurs de changer la fréquence des valeurs par défaut. L'Athlon 64 FX, qui était le meilleur microprocesseur sur le marché jusque mi-2006, est aujourd'hui dépassé par les Core 2 Duo d'Intel.
Il est prévu pour être utilisé en mono-processeur. Le processeur intègre les jeux d'instructions x86 et AMD64. Il présente 1 024 Kio (1 Mio) de cache niveau 2, et un contrôleur mémoire bi-canal 128-bit. Comme les autres processeurs de la série des K8, il présente un bus HyperTransport (800 MT/s sur les premiers chipsets, plus tard 1000 MT/s). L'HyperTransport des CPU AMD a toujours été compatible avec la norme HT 2.0 soit 1,6 MT/s. Seuls les chipsets sont le facteur limitant, incapables de tenir une telle fréquence. Si les premiers FX étaient des Opteron renommés (socket 940, fonctionnant avec de la DDR400 ECC), la gamme a été déclinée sur socket 939 (DDR400/PC3200), puis actuellement en socket AM2 (DDR2-800/PC6400).
L'Athlon 64 FX est passé par 6 modèles : le FX-51 (2,2 GHz), le FX-53 (2,4 GHz, renommé plus tard Athlon 64 4000+), le FX-55 (2,6 GHz), le FX-57 (2,8 Ghz), le FX-60 (2,6 GHz dual-core, appelé sur socket AM2 : Athlon 64 X2 5200+), et enfin le FX-62 (2,8 GHz dual-core). Ces processeurs ont toujours été supérieurs à leurs homologues Pentium de chez Intel, cependant le dernier FX-62 est inférieur aux Core 2 Duo d'Intel. Avec le passage à l'architecture K10, AMD renomme ses processeurs haut de gamme en Phenom FX. 

## Modèles

### Sledgehammer (130 nm SOI)
- CPU-Stepping (numéro de série) : SH-C0, SH-CG
- Cache L1 : 64 + 64 Kio (Données + Instructions)
- Cache L2 : 1024 Kio, fullspeed
- MMX, Extended 3DNow!, SSE1, SSE2, AMD64
- Socket 940, HyperTransport 800 MT/s (HT800)
- DDR-SDRAM enregistrée exigée (double canal) pc3200/200MHz
- VCore : 1,50/1,55 V
- Consommation d'énergie (TDP) : 89 W max
- Première sortie : 23 septembre 2003
- Fréquence d'horloge : 2200 MHz (FX-51), 2400 MHz (FX-53)

### Clawhammer (130 nm SOI)
- CPU-Stepping (numéro de série) : SH-C0, SH-CG
- Cache L1 : 64 + 64 Kio (Données + Instructions)
- Cache L2 : 1024 Kio, fullspeed
- MMX, Extended 3DNow!, SSE1, SSE2, AMD64, Cool'n'Quiet, NX bit sur les CG
- Socket 939, HyperTransport 1000 MT/s (HT1000), DDR-SDRAM Double canal (DDR-400/PC3200)
- VCore : 1,50 V
- Consommation d'énergie (TDP) : 89 W (FX-53), 104 W (FX-55)
- Première sortie : 1er juin 2004
- Fréquence d'horloge : 2400 MHz (FX-53), 2600 MHz (FX-55)

### San Diego (90 nm SOI DSL)
- CPU-Stepping (numéro de série) : SH-E4
- Gravure DSL : Dual Stress Liner (technique de gravure améliorée)
- Cache L1 : 64 + 64 Kio (Données + Instructions)
- Cache L2 : 1024 Kio, fullspeed
- MMX, Extended 3DNow!, SSE1, SSE2, SSE3, AMD64, Cool'n'Quiet, NX bit sur les CG
- Socket 939, HyperTransport 1000 MT/s (HT1000), DDR-SDRAM Double canal (DDR-400/PC3200)
- VCore : 1,35 V/1,40 V
- Consommation d'énergie (TDP) : 67 W max
- Première sortie : 27 juin 2005
- Fréquence d'horloge : 2600 MHz (FX-55), 2800 MHz (FX-57)

### Toledo (90 nm SOI DSL)
- CPU-Stepping (numéro de série) : F
- Gravure DSL : Dual Stress Liner (technique de gravure améliorée)
- Cache L1 : 2* (64 + 64 Kio) (Données + Instructions)
- Cache L2 : 2* 1024 Kio, fullspeed
- Processeur dual core.
- MMX, Extended 3DNow!, SSE1, SSE2, SSE3, AMD64, Cool'n'Quiet, NX bit
- Socket 939,Socket AM2, HyperTransport 1000 MT/s (HT1000), DDR2-SDRAM Double canal 400 MHz (DDR2-800/PC6400)
- VCore : 1,35 V/1,40 V
- Consommation d'énergie (TDP) : 125 W max
- Première sortie : juin 2006
- Fréquence d'horloge : 2600 MHz (FX-60) et 2800 MHz (FX-62)

### Windsor (90nm SOI)
- CPU-Stepping : F2
- Cache L1 : 64 + 64 Kio (Données + Instructions), par coeur
- Cache L2 : 1024 Kio fullspeed, par coeur
- MMX, Extended 3DNow!, SSE, SSE2, SSE3, AMD64, Cool'n'Quiet, NX bit, AMD Virtualization
- Socket AM2, HyperTransport 1000 MT/s (HT1000)
- VCore : 1,30 V - 1,35 V
- Consommation d'énergie (TDP) : 125 W max
- Première sortie : 23 mai 2006
- Fréquence d'horloge : 2800 MHz (FX-62)

### Windsor (90nm SOI) - Quad FX platform
- CPU-Stepping : F3
- Cache L1 : 2x(64 + 64) Kio (Données + Instructions)
- Cache L2 : 2x1024 Kio fullspeed
- MMX, Extended 3DNow!, SSE, SSE2, SSE3, AMD64, Cool'n'Quiet, NX bit, AMD Virtualization
- Socket F (1207 FX), HyperTransport 2000 MT/s (HT2000)
- VCore : 1,35 V - 1,40 V
- Consommation d'énergie (TDP) : 125 W max par CPU
- Première sortie : 30 novembre 2006
- Fréquence d'horloge : 2600 MHz (FX-70), 2800 MHz (FX-72), 3000 MHz (FX-74)